# Cimetière Mitinskoïe
Le cimetière Mitinskoïe (ou cimetière de Mitino, en russe : Ми́тинское кла́дбище) est un cimetière de Moscou.

## Situation et accès
Il est situé dans le District administratif nord-ouest.

## Historique
Le cimetière Mitinskoïe est ouvert le 15 septembre 1978, faisant disparaitre les villages de Dudino et d'Alekseevskoye-Pushkino qui étaient situés sur le territoire alloué aux sépultures.
Une église orthodoxe russe, construite en 1998, est située sur son terrain et a été visitée à plusieurs reprises par le patriarche Alexis II. 
Le cimetière a une superficie totale de 1 080 000 m2 et est le dernier lieu de repos des pompiers et des ouvriers de la centrale électrique qui sont morts en éteignant les incendies de la catastrophe de Tchernobyl, ainsi que d'éminentes personnalités culturelles, scientifiques et militaires soviétiques et russes (dont plusieurs héros de l'Union soviétique et de la fédération de Russie). 
Chaque année, le 3 septembre à 10 h, des foules se rassemblent au cimetière et allument des milliers de bougies à la mémoire des victimes de la prise d'otages de l'école de Beslan.

## Personnalités inhumées au cimetière Mitinskoïe
- Alexandre Abramski (1898-1985), compositeur
- Viktor Mikhaïlovitch Adamishine (ru) (1962-1995), capitaine de police, héros de la fédération de Russie pour avoir couvert la retraite d'un groupe de combat russe lors du massacre de Samachki
- Anatoli Petrovitch Aleksandrov (1903-1994), physicien
- Boris Aleksandrov (1955-2002), joueur de hockey sur glace
- Nikolay Belov (1919-1987), lutteur
- Sergueï Botcharov (1929-2017), critique et historien littéraire
- Vassili Ignatenko (1961-1986), pompier de la catastrophe nucléaire de Tchernobyl
- Vassili Iline (1949-2015), handballeur
- Aleksandr Kabanov (1948-2020), poloïste
- Nikolay Karakulov (1918-1988), athlète
- Valentina Kravtchenko (1917-1995), pilote pendant la Grande Guerre patriotique
- Evgueni Krylatov (1934-2019), compositeur
- Vladimir Kouzine (1930-2007), fondeur
- Andreï Kouznetsov (1966-1994), joueur russe (d'origine ukrainienne) de volley-ball
- Vladimir Lobanov (1953-2007), patineur de vitesse
- Yuri Lobanov (1952-2017), céiste
- Alexandre Medvedkine, (1900-1989), réalisateur
- Viktor Mineyev (1937-2002), athlète
- Valentin Muratov (1928-2006), gymnaste
- Sofia Mouratova (1929-2006), gymnaste
- Vladimir Pravik (1962-1986), pompier de la catastrophe nucléaire de Tchernobyl
- Richard Viktorov (1929-1983), réalisateur et scénariste
- Alekseï Vyjmanavine (1960-2000)  joueur d'échecs